# Bellona

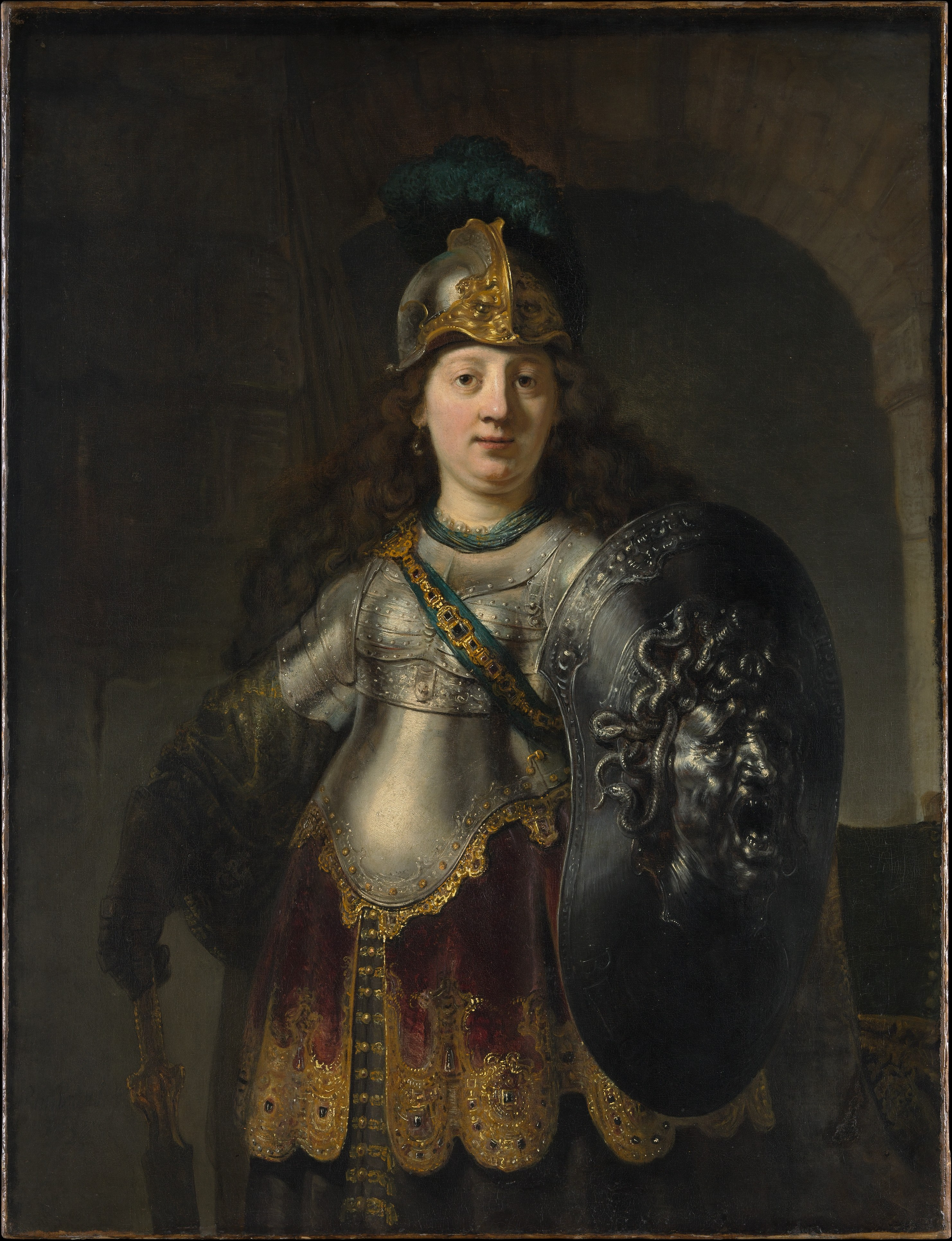
Bellona de Rembrandt

Bellona a fost, în mitologia romană, o zeiță a războiului, fiind similară cu zeița Enyo din mitologia greacă sau zeița Ma din religia popoarelor din Asia Mică.
În perioada romană târzie Bellona era considerată sora, fiica sau soția zeului Marte, uneori cea care contribuia la rătăcirea călătorilor sau muză. Se considera că zeița Bellona poartă un coif, o lance și o sabie.  Chipul zeiței apare lângă altar în templul aflat pe Câmpul lui Marte. Chiar în fața templului se afla Columna bellica.
Era sărbătorită de romani la 3 iunie.
Bellona provine din cuvântul latin bellum, cu sensul de război.
Asteroidul 28 Bellona descoperit în 1854 îi poartă numele. Acest nume a fost ales pentru a marca începutul Războiului Crimeii (1853-1856).

## Literatură
- Emil Aust: Bellona. Din:  Enciclopedia clasică Pauly-Wissowa (RE). vol. III,1, Stuttgart 1897, Sp. 253–257.